# Станюкович, Михаил Николаевич
Михаил Николаевич Станюкович (10 января 1786, сельцо Семендяево, Смоленская губерния — 29 декабря 1869 [10 января 1870], Севастополь) — адмирал, командир Севастопольского порта, военный губернатор Севастополя, отец писателя К. М. Станюковича.

## Биография
Михаил Станюкович родился в 1786 году, происходил из дворян Смоленской губернии польско-литовского происхождения. Образование получил в Морском кадетском корпусе, по окончании курса которого 10 июня 1804 года был произведён в мичманы и волонтёром командирован в Англию. Проплавав в течение пяти лет на судах английского флота по Средиземному морю и Атлантическому океану и основательно изучив морское дело, Станюкович в 1809 году возвратился в Россию, где 1 марта 1810 года был произведён в лейтенанты и назначен командиром брига «Соболь». В 1811 году Михаил Николаевич был назначен командиром одномачтового тендера «Муравей».
В 1813 году, командуя бригом «Соболь», он участвовал в  осаде крепости Данциг и морском сражении с французами и голландцами под Вейксельмюнде и за существенные заслуги в этих сражениях был награждён орденом св. Владимира 4-й степени.
В 1815 году Станюкович командовал 44-пушечным фрегатом «Архипелаг» для перегона его из Кронштадта в голландский порт Роттердам и на обратном пути командовал фрегатом «Аргус». 26 ноября 1816 года за проведение 18 морских полугодовых кампаний награждён орденом св. Георгия 4-й степени (№ 3291 по кавалерскому списку Григоровича — Степанова). В 1817 году Михаил Николаевич был переведён в Черноморский флот и назначен командиром 16-пуш. брига «Мингрелия». В 1818 году произведён в капитан-лейтенанты.
В 1826—1829 годах, командуя шлюпом «Моллер», совершил кругосветное плавание, во время которого на широте 25° северной широты и 188° восточной долготы открыл остров Лайсан, названный им островом Моллера, а также атолл Куре, сделал опись значительной части берегов Аляски и определил астрономическое положение многих островов в Тихом океане. В ходе плавания на корабле служил мичманом будущий контр-адмирал русского флота Владимир фон Глазенап. Ещё до окончания этого путешествия, 2 декабря 1827 года, М. Н. Станюкович был произведён в капитаны 2-го ранга.
В марте 1831 года командуя 30-пуш. транспортом «Двина» Станюкович совершил переход из Архангельска в Кронштадт. 25 июня 1831 года Михаил Николаевич был произведён в чин капитана 1-го ранга, а 30 августа того же года назначен командиром новопостроенного 52-пушечного фрегата «Кастор», на котором в начале 1832 года он совершил переход из Архангельска в Кронштадт. В сентябре 1832 года Станюкович назначен командиром 74-пушечного корабля «Великий князь Михаил» и командиром 13-го флотского экипажа. 1 января 1837 года Михаил Николаевич был произведён в чин контр-адмирала с назначением командиром 2-й бригады 4-й флотской дивизии. Имея последовательно свой флаг на корабле «Императрица Екатерина ІI», фрегатах «Бургас» и «Агатополь», Станюкович в 1837—1838 годах крейсировал у абхазских берегов и перевозил войска из укрепления Шапсухо к устью реки Целис.

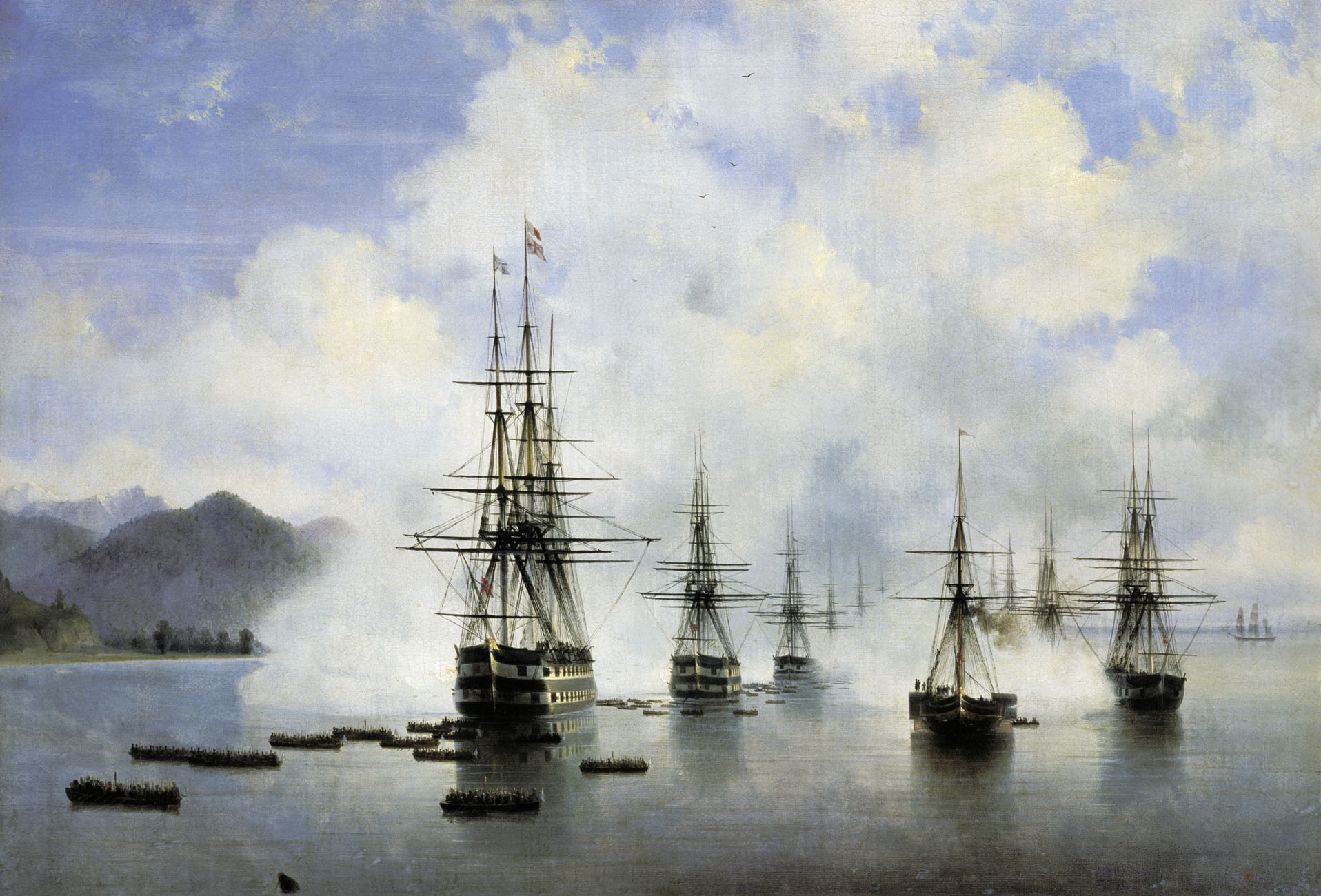
Десант у Субаши.
Картина И. Айвазовского

Состоял с 1 января 1839 года командиром 2-й бригады 5-й флотской дивизии, он на 84-пушечных кораблях «Султан-Махмуд» и «Силистрия» крейсировал у кавказских берегов и во главе небольшой эскадры сыграл выдающуюся роль в подавлении сопротивления, оказанном горцам при занятии Субаши; отряд его, состоявший из 84-пушечного корабля «Трёх Иерархов», 60-пушечного фрегата «Агатополь», шхуны «Смелая» и тендера «Нырок», держась на расстоянии ружейного выстрела от кавказского берега, картечными зарядами разрушал завалы горцев и очищал путь русскому сухопутному отряду генерала Анрепа от укрепления Св. Духа до порта Навагинского. 25 мая 1839 года Михаил Станюкович награждается орденом Св. Владимира 3-й степени, а в 1840 году награждён орденом Св. Станислава 1-й степени.
В 1842—1843 годах Станюкович на своей эскадре перевозил десантные войска из Одессы в Севастополь и обратно, 12 августа 1844 года был назначен командующим всей 5-й дивизии, 30 августа 1848 года произведён в вице-адмиралы с утверждением в занимаемой должности. В 1850 году Михаил Станюкович награждается орденом Св. Владимира 2-й степени. 30 марта 1852 года Станюкович назначен командиром Севастопольского порта и исправляющего должность военного губернатора в Севастополе. Высочайшей грамотой, датированной 23 декабря 1853 года, вице-адмирал Станюкович был всемилостивейше пожалован кавалером ордена Белого Орла. 16 июня 1854 года по случаю пятидесятилетия отлично-усердной и полезной службы Михаил Николаевич удостоился Высочайшего рескрипта и был пожалован алмазной табакеркой.
Всё время Севастопольской обороны находился в осаждённом городе. В этой должности он пробыл до 27 марта 1855 года, когда состоялся его перевод его из Севастополя в Санкт-Петербург с назначением в члены Адмиралтейств-совета, 26 августа 1856 года произведён в полные адмиралы. 23 апреля 1862 года был уволен в отпуск для поправления здоровья.
Михаил Николаевич Станюкович умер 29 декабря 1869 года. Похоронен на Старом городском кладбище в Симферополе.
В честь М. Н. Станюковича названа гора (гора Станюковича, Берингово море, Бристольский залив, 55°50′ с.ш., 160°38′ з.д., название присвоено в 1911 году геологом Эдвудом) и мыс Станюковича (Охотское море, Тауйская губа).

## Семья
Принадлежал к старинному дворянскому роду Станюковичей — одной из ветвей литовского рода Станьковичей. Демьян Степанович Станюкович принял русское подданство в 1656 году при взятии Смоленска. Михаил Николаевич являлся праправнуком Демьяна Степановича. Брат Аристарх был генерал-майором флота.
Жена — Любовь Фёдоровна Митькова (1803—1855), дочь капитан-лейтенанта Митькова. Всего в семье было восемь детей:
1. Николай (1822—1857)
2. Александр (1823—1892) — журналист, издатель, редактор ряда развлекательных журналов, женат на баронессе Марии Петровне Клодт фон Юргенсбург (1836—1922), дочери известного скульптора-анималиста Петра Клодта. Имел шестеро детей.
3. Михаил (1837-??)
4. Константин (1843—1903) — известный морской писатель.
5. Ольга (1826—1902), её сын — Михаил Николаевич Тригони — революционер, народник, член Исполнительного комитета партии «Народная воля».
6. Анна (1827—1912) - жена адмирала Александра Михайловича Спицына
7. Екатерина (1831—1859), в замужестве Васильева, их дочь - Радецкая (Васильева) Софья Михайловна.
8. Елизавета (1844?-1924) — жена художника Михаила Константиновича Клодта.

## Награды
- Орден Святого Георгия 4-й степени (1816 год)
- Орден Святого Александра Невского (17 апреля 1862 года)
- Орден Белого орла (1853 год)
- Орден Святого Владимира 2-й степени (1850 год)
- Орден Святой Анны 1-й степени с императорской короной (1845 год)
- Орден Святого Станислава 1-й степени (1840 год)
- Орден Святого Владимира 4-й степени (1813 год)